# Ленінградська симфонія (фільм)
«Ленінградська симфонія» — радянський художній фільм, знятий в 1957 році режисером  Захаром Аграненком.

## Сюжет
Літо 1942 року. До Будинку радіо Ленінграда прибуває партитура Сьомої симфонії Д. Шостаковича. Виконати її неможливо, тому що в оркестрі залишилося мало музикантів. Командування надсилає музикантів з усіх ділянок фронту. У день, коли Гітлер поклявся захопити Ленінград, симфонія вперше прозвучала по радіо.

## У ролях
- Володимир Соловйов —  Микола Логінов
- Ольга Малько —  Валентина Миколаївна Орлова
- Сергій Курилов —  Павло Орлов
- Олена Строєва —  Надія Миколаївна Волкова
- Роберт Бушков —  Олександр Волков
- Жанна Сухопольська —  Ніна Сергєєва
- Микола Крючков —  Михайло Іванович Поляков
- Максим Штраух —  професор Багдасаров
- Марк Перцовський —  диригент Орест Володимирович Добросєльський
- Михайло Туманішвілі —  Ромашкін
- Євген Тетерін —  Громов
- Іван Коваль-Самборський —  старий боєць, однополчанин Волкова
- Юрій Кротенко —  Соловйов
- Володимир Дамський —  Дудковський
- Микола Новлянський —  Єрмолай Капітонович
- Валентин Пєчніков —  Борькін-старший
- Володимир Борискін —  Борькін-молодший
- Алла Демидова —  студентка професора Багдасарова
- Станіслав Любшин —  заснулий студент професора Багдасарова
- Мікаела Дроздовська — епізод
- Юліан Панич — епізод
- Гліб Селянин — епізод
- Зоя Федорова — епізод
- Сергій Філіппов — епізод
- Юрій Кірєєв —  Гапоненко
- Ганна Заржицька — працівниця типографії

## Знімальна група
- Автор сценарію: Захар Аграненко
- Режисер: Захар Аграненко
- Оператор: Борис Монастирський
- Художник-постановник: Давид Виницький
- Композитор: Веніамін Баснер